# Blackpink
Blackpink (koreanisch 블랙핑크, stilisierte Eigenschreibweise: BLACKPINK, im Logo BLΛƆKPIИK) ist eine südkoreanische Girlgroup der dritten K-Pop-Generation, die 2016 von YG Entertainment gegründet wurde. Sie besteht aus den Mitgliedern Jisoo, Jennie, Rosé und Lisa.

## Geschichte

### Vor dem offiziellen Debüt
Die Gründung von Blackpink ist mit einigen Verzögerungen und Veränderungen verbunden. 2011 erklärte Yang Hyun-suk, dass er eine Girlgroup nach dem Vorbild von Girls’ Generation kreieren möchte. Die Mitglieder der Gruppe sollten hübsch sein und singen können, doch Talent sollte das Aussehen überwiegen.
Die Formation der Girlgroup war inkonsistent. Geplante Namen für die neue Girlgroup waren Pink Punk, Baby Monster und Magnum. Die Kandidatinnen für die Gruppe waren die Trainees Jennie Kim, Kim Jisoo, Lalisa Manobal, Park Chaeyoung, Cho Miyeon, Kim Eunbi, Euna Kim, Jinny Park, Jang Hanna und Moon Sua. Jedoch scheiterten die Pläne, da ein Teil der Kandidatinnen aus unterschiedlichen Gründen aus der Gruppe ausschied. Dementsprechend wurde die Anzahl der Mädchen in der Gruppe nach jahrelangem Training geringer. Aus Pink Punk wurde Blackpink und die offiziellen Vorbereitungen für das Debüt von Blackpink begannen im August 2016 mit Teasern.

### 2016: Debüt und erste musikalische Erfolge
Am 29. Juni 2016 wurde die Gruppe offiziell von YG Entertainment vorgestellt. Sie sind nach sieben Jahren die erste YG Girlgroup nach 2NE1. Ihre erste Single Square One erschien am 8. August 2016. Die Lieder der Single, Whistle und Boombayah, wurden von Teddy Park geschrieben und produziert und erreichten in den Billboard World Digital Songs Charts die Plätze eins und zwei. Dies gelang zuvor nur Psy und Big Bang. Die Single Whistle stieg auf Platz 1 im August 2016 der Gaon-Charts ein. Erfolge verzeichnete die Band auch auf Chinas größtem Musikservice QQ Music.
Am 14. August 2016 hatte das Quartett seinen ersten Auftritt im Musikprogramm Inkigayo von SBS. Am 27. August und 11. September gewannen Blackpink mit ihrer Single Whistle bei Inkigayo und waren zu diesem Zeitpunkt die Girlgroup, die mit 13 Tagen in der kürzesten Zeit nach ihrem Debüt in einem Musikprogramm gewann.
Am 1. November 2016 wurde ihre zweite Single Square Two mit den Leadsingles Playing with Fire und Stay veröffentlicht. Die Lieder wurden von Teddy Park, R.Tee und Seo Won Jin produziert. Mit Playing with Fire erreichten sie erneut den ersten Platz der Billboard World Digital Songs Charts. In Südkorea erreichte Playing With Fire Platz drei und Stay Platz zehn.
Blackpink gewann innerhalb der ersten fünf Monate mehrere Newcomerpreise in wichtigen koreanischen Musikpreissendungen. Des Weiteren nannte Billboard Blackpink „eine der besten neuen K-Pop-Gruppen von 2016“.

### 2017:As If It’s Your Lastund Debüt in Japan

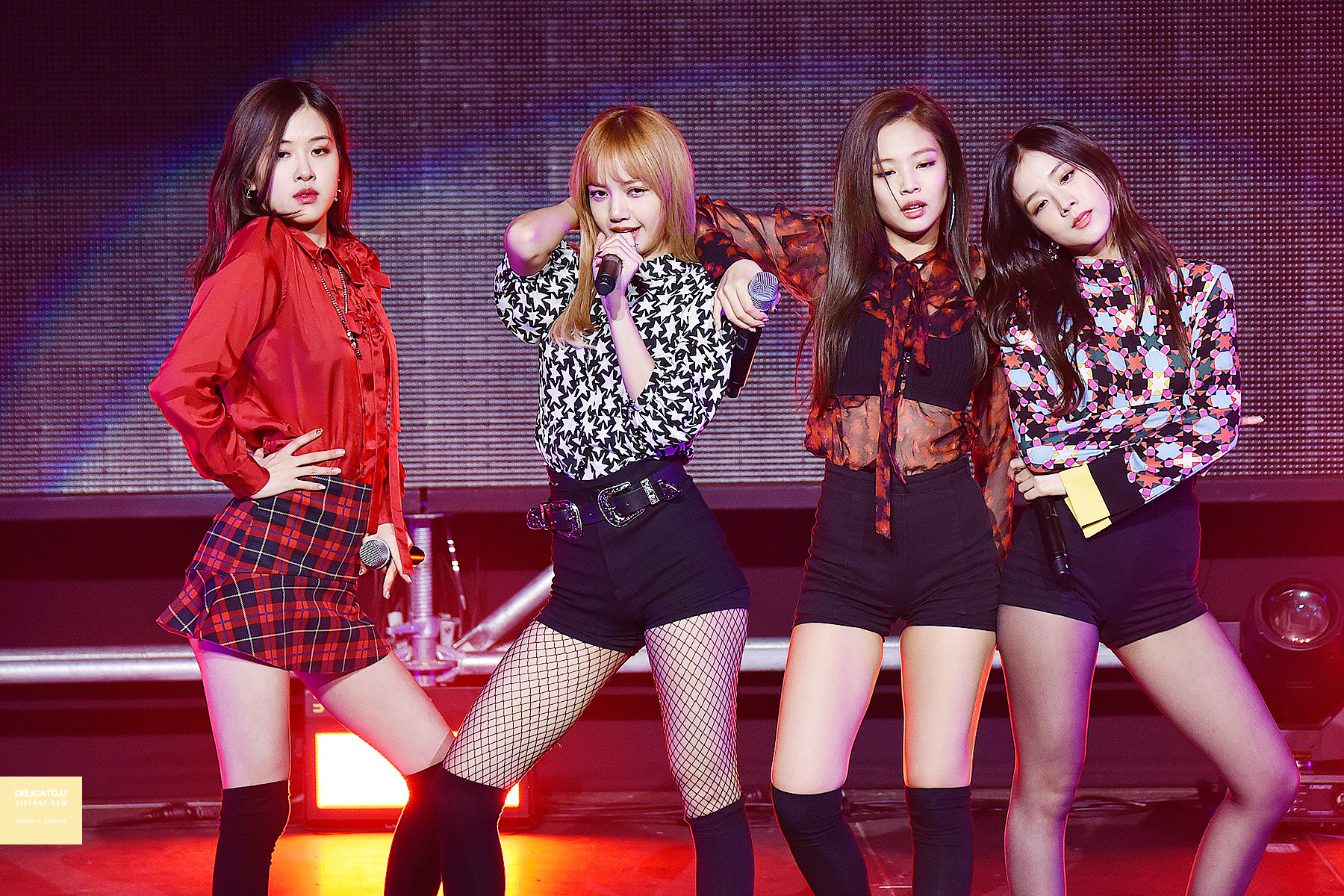
Blackpink auf dem UNICEF Walking Festival (2017)

Im Januar 2017 wurde über den offiziellen Instagram-Account von Blackpink bekanntgegeben, dass ihre Fans BLINK genannt werden. Im Sommer 2017 wurden Auftritte in Japan sowie die Veröffentlichung einer EP am 8. August angekündigt.
Am 22. Juni erschien die Single As If It’s Your Last, auf der die Genres House, Reggae und Moombahton vermischt werden. Das Video wurde nach 17 Stunden bereits mehr als 10 Millionen mal aufgerufen, und innerhalb von 46 Tagen konnten mehr als 100 Millionen Aufrufe erzielt werden. Damit war es das Video einer koreanischen Girlgroup, welches diese Zahl im kürzesten Zeitraum erreichte. In den Billboard World Digital Songs Charts erreichte es nach einem Tag den ersten Platz.
Am 20. Juli 2017 hielt Blackpink ihr erstes Konzert im Nippon Budokan in Tokyo vor 14.000 Besuchern. Dem stand eine Nachfrage von 200.000 Tickets gegenüber. Am 30. August 2017 erschien ihre erste EP Blackpink in Japan.

### 2018:Blackpink HouseundSquare Up
Auf YouTube, Naver und V Live wurde seit dem 6. Januar 2018 jeden Samstag um 9 Uhr KST eine Folge von Blackpink House veröffentlicht und ebenfalls von JTBC2 und Olleh TV ausgestrahlt. Insgesamt erschienen zwölf Folgen.
Am 28. März erschien eine Wiederveröffentlichung ihrer EP Blackpink namens Re: BLACKPINK, die Fassungen der ursprünglichen Lieder auf Japanisch und Koreanisch enthält. Darüber hinaus enthält es ihre Musikvideos, Aufnahmen von ihren Live-Auftritten und ein Spezialinterview.
Am 15. Juni veröffentlichte Blackpink ihr erstes Mini-Album namens Square Up. Das Mini-Album enthält die Single Ddu-Du Ddu-Du und die Lieder Forever Young, Really und See U Later. Die Single Ddu-Du Ddu-Du chartete auf Platz 17 in den Official Single Trending Charts und auf Platz 78 in den offiziellen Singlecharts des Vereinigten Königreichs. Damit sind sie die erste koreanische Girlgroup, deren Single in Großbritannien chartete. Das Video für Ddu-Du Ddu-Du erreichte mit 300 Millionen Aufrufen nach 69 Tagen auf Youtube den Rang des schnellsten Videos einer koreanischen Musikgruppe. Des Weiteren erreichte es innerhalb von 24 Stunden 36,2 Millionen Aufrufe als zweitschnellstes Musikvideo auf dem Videoportal. Außerdem debütierte Ddu-Du Ddu-Du auf Platz 55 in den Billboard Hot 100 und Square Up auf Platz 40 in den Billboard 200, was die bisher höchsten Chartplatzierungen einer koreanischen Girlgroup in den Vereinigten Staaten waren. Im Veröffentlichungsmonat konnte sich die EP über 170.000 mal in Südkorea verkaufen.

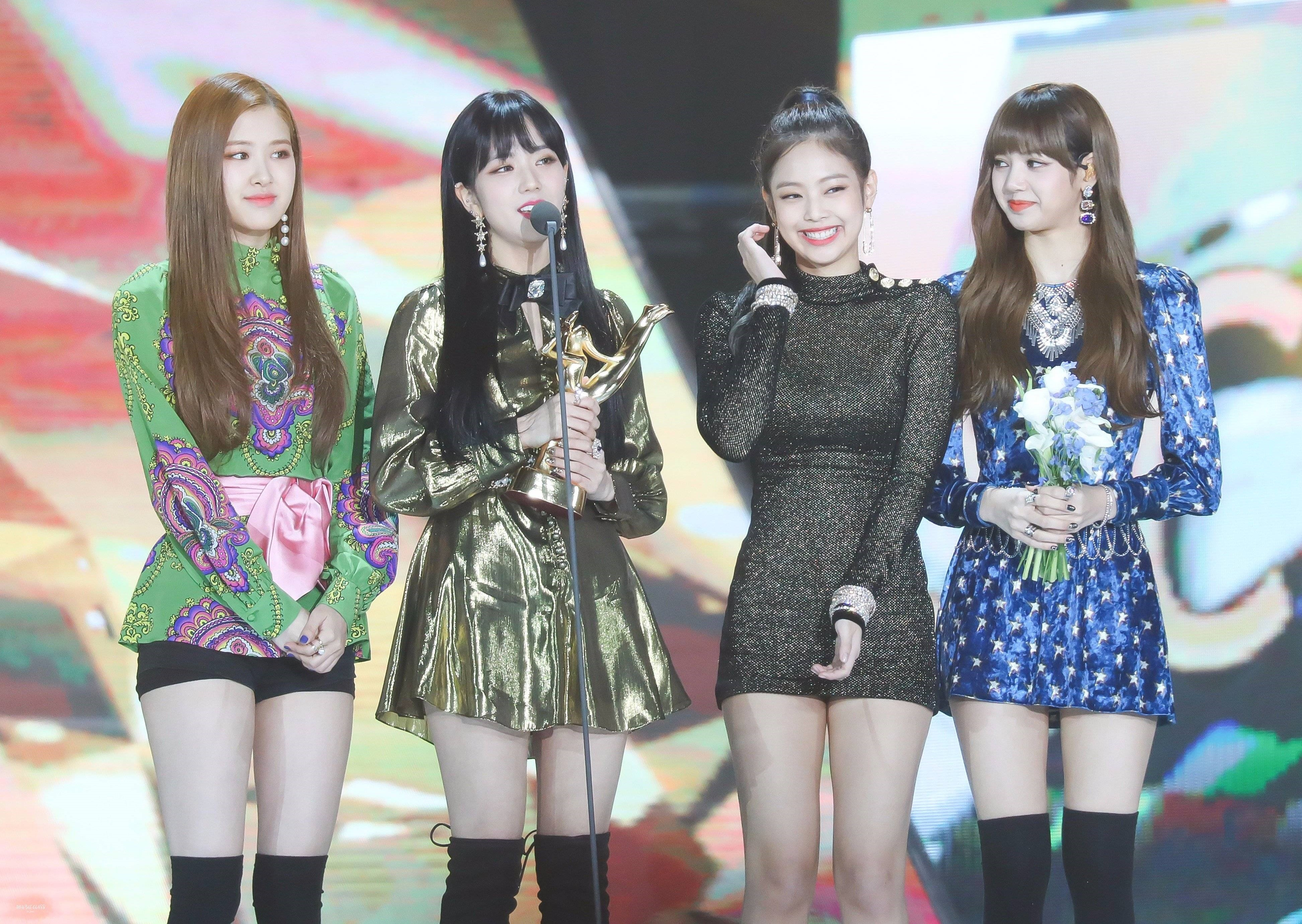
Blackpink (2018)

Ihre erste Tour namens Blackpink Arena Tour 2018 begann am 24. Juli in der Osaka-jō Hall, Osaka, Japan, und endete am 24. Dezember im Kyocera Dome Osaka.
Am 26. Juli erreichte der YouTube-Kanal von Blackpink 10 Millionen Abonnenten und wurde als erster Kanal einer K-Pop-Gruppe mit einem Diamond Play Button ausgezeichnet.
Am 10. und 11. November veranstaltete die Gruppe ihr erstes Konzert in Korea namens Blackpink [In Your Area] Seoul Concert. Das Konzert war bereits 2 bis 3 Minuten nach Verkaufseröffnung komplett ausverkauft. Die Besucherzahl für jeweils beide Tage betrug 15.000 Menschen.
Am 19. Oktober veröffentlichte Dua Lipa das Lied Kiss and Make Up mit Blackpink.

### 2019:Kill This Love
Im April veröffentlichte Blackpink ihre zweite EP Kill This Love mit der gleichnamigen Single und den weiteren Tracks Don't Know What to Do, Kick It, Hope Not und einem Remix ihres Songs Ddu-du Ddu-du.
Am 16. Oktober erschien die japanische Version von Kill This Love.
Das Musikvideo von Ddu-du Ddu-du erreichte im November 1 Milliarde Aufrufe. Das macht Blackpink zur ersten K-Pop-Gruppe mit einem Musikvideo, das mehr als 1 Milliarde mal aufgerufen wurde.

### 2020:Sour CandyundThe Album
Blackpinks im November 2018 in Seoul gestartete Welttournee Blackpink [In Your Area] endete am 22. Februar 2020 in Fukuoka, Japan.
Mit Sour Candy veröffentlichte Lady Gaga am 28. Mai 2020 in Zusammenarbeit mit Blackpink die dritte Singleauskopplung aus ihrem neuen Album Chromatica.
Am 26. Juni startete Blackpink ihr Comeback mit der Pre-Release Single How You Like That als Premiere auf Youtube. Innerhalb von 24 Stunden zählte das Video auf der Plattform 82,4 Millionen Aufrufe. Damit knackte die Girlgroup den Rekord von BTS, die mit ihrer Single Boy with Luv feat. Halsey im April 2019 bereits 74,6 Millionen Aufrufe erzielt hatten. Auch die 100 Millionen Klicks hatte mit etwa 32 Stunden nach Veröffentlichung kein anderer so schnell erreicht wie Blackpink. Insgesamt stellte Blackpink fünf Guinness-Weltrekorde auf: die meisten Youtube-Aufrufe in den ersten 24 Stunden nach Upload für ein Video, Musikvideo und K-Pop-Video, sowie zwei Rekorde für die meistgesehene Premiere.
Die zweite Pre-Release Single Ice Cream wurde am 28. August als Premiere auf YouTube veröffentlicht.
Am 2. Oktober erschien der Song Lovesick Girls als Leadsingle des ersten vollen Albums The Album.

### 2022:Born Pink

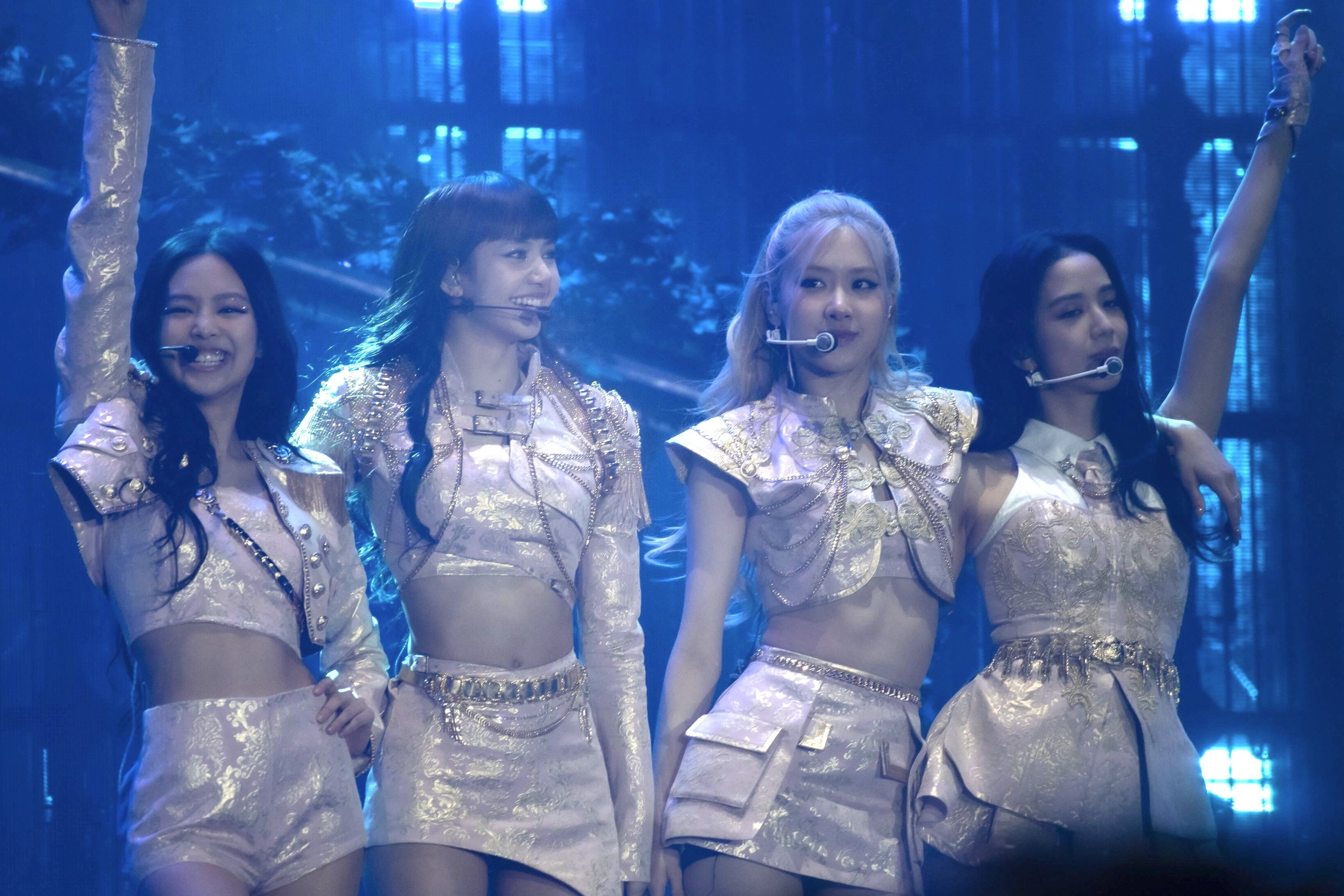
Blackpink auf der Born Pink World Tour in Los Angeles (2022)

Am 31. Juli 2022 kündigten Blackpink ihre Pre-Release Single Pink Venom für August, ihr Album Born Pink für September und ihre Welttour für Oktober an.
Am 19. August starteten Blackpink die Pre-Release Single Pink Venom als Premiere auf YouTube und gleichzeitig die #PinkVenomChallenge für YouTube Shorts.

### 2023:The Girls, Auszeichnung und Vertragsverlängerung
Am 19. Mai erschien der Teaser für den Titel The Girls, der am 23. August veröffentlicht wurde und zum Soundtrack des Android-Spiels Blackpink – The Game gehört.
Im November erhielten Jennie, Jisoo und Lisa Ehren-MBEs, während Rosé einen traditionellen MBE erhielt, da sie die doppelte Staatsbürgerschaft Neuseelands besitzt, wo King Charles Staatsoberhaupt ist.
Am 6. Dezember gab YG Entertainment bekannt, dass die Mitglieder den Vertrag „für Gruppenaktivitäten“ verlängert hätten.

## Mitglieder
| Bild | Name        | Geburtsname                         | Geburtstag (Alter)    | Geburtsort | Position                        |
| ---- | ----------- | ----------------------------------- | --------------------- | ---------- | ------------------------------- |
|      | Jisoo 지수  | Kim Ji-soo 김지수                   | 3. Januar 1995 (30)   | Gunpo      | Lead Vocal                      |
|      | Jennie 제니 | Kim Jennie 김제니                   | 16. Januar 1996 (29)  | Seoul      | Lead Vocal, Main Rap            |
|      | Rosé 로제   | Roseanne Park                       | 11. Februar 1997 (28) | Auckland   | Main Vocal, Lead Dance          |
|      | Lisa 리사   | Pranpriya Manobal a ปราณปริยา มโนบาล | 27. März 1997 (28)    | Buriram    | Sub Vocal, Main Dance, Lead Rap |

## Diskografie
Studioalben

| Jahr | Titel Musiklabel                               | Höchstplatzierung, Gesamtwochen, AuszeichnungChartplatzierungen (Jahr, Titel, Musiklabel, Platzierungen, Wochen, Auszeichnungen, Anmerkungen) | Höchstplatzierung, Gesamtwochen, AuszeichnungChartplatzierungen (Jahr, Titel, Musiklabel, Platzierungen, Wochen, Auszeichnungen, Anmerkungen) | Höchstplatzierung, Gesamtwochen, AuszeichnungChartplatzierungen (Jahr, Titel, Musiklabel, Platzierungen, Wochen, Auszeichnungen, Anmerkungen) | Höchstplatzierung, Gesamtwochen, AuszeichnungChartplatzierungen (Jahr, Titel, Musiklabel, Platzierungen, Wochen, Auszeichnungen, Anmerkungen) | Höchstplatzierung, Gesamtwochen, AuszeichnungChartplatzierungen (Jahr, Titel, Musiklabel, Platzierungen, Wochen, Auszeichnungen, Anmerkungen) | Höchstplatzierung, Gesamtwochen, AuszeichnungChartplatzierungen (Jahr, Titel, Musiklabel, Platzierungen, Wochen, Auszeichnungen, Anmerkungen) | Höchstplatzierung, Gesamtwochen, AuszeichnungChartplatzierungen (Jahr, Titel, Musiklabel, Platzierungen, Wochen, Auszeichnungen, Anmerkungen) | Anmerkungen                                                    | [↑]: gemeinsam behandelt mit vorhergehendem Eintrag; [←]: in beiden Charts platziert |
| Jahr | Titel Musiklabel                               | DE | AT | CH | UK | US | KR | JP | Anmerkungen                                                    |                                                                                      |
| ---- | ---------------------------------------------- | --- | --- | --- | --- | --- | --- | --- | -------------------------------------------------------------- | ------------------------------------------------------------------------------------ |
| 2018 | Blackpink in Your Area YGEX                    | — | — | — | — | — | — | JP9 (52 Wo.)JP | Erstveröffentlichung: 5. Dezember 2018                         |                                                                                      |
| 2020 | The Album YG Entertainment, Interscope Records | DE7 (12 Wo.)DE | AT9 (6 Wo.)AT | CH11 (8 Wo.)CH | UK2 Gold · (7 Wo.)UK | US2 (26 Wo.)US | KR1 Diamant · (193 Wo.)KR | JP4 (3 Wo.)JP | Erstveröffentlichung: 2. Oktober 2020 Verkäufe: + 1.510.000    |                                                                                      |
| 2021 | The Album –JP Ver.– YGEX                       | — | — | — | — | —[KR: ↑] | KR1 Diamant · (193 Wo.)KR | JP3 (53 Wo.)JP | Erstveröffentlichung: 3. August 2021                           |                                                                                      |
| 2022 | Born Pink YG Entertainment                     | DE3 (21 Wo.)DE | AT6 (7 Wo.)AT | CH7 (10 Wo.)CH | UK1 Silber · (4 Wo.)UK | US1 (13 Wo.)US | KR1 ×2Doppeldiamant · (… Wo.)KR | JP3 (4 Wo.)JP | Erstveröffentlichung: 16. September 2022 Verkäufe: + 3.077.500 |                                                                                      |

## Filmografie

### Reality-Shows
- 2018: Black Pink House[67]
- 2018: Black Pink X Star Road[68]
- 2019:  Blackpink Diaries
- 2020:  24/365 with Blackpink[69]
- 2022: B.P.M.[70]

### Werbespots
- 2016: Moonshot[71]
- 2016: Reebok Clasic, Club C[72]
- 2017: St. Scott LONDON Women's Kate Chain Shoulder Bag[73]
- 2017: LG G6[74]
- 2017: Lotte Trevi Sparkling Water[75]
- 2018: Sprite[76]
- 2018: O-Lens[77]

### Fernsehauftritte
| Jahr | Titel                         | Anbieter | Ep.   | Ref.   |
| ---- | ----------------------------- | -------- | ----- | ------ |
| 2016 | Running Man                   | SBS      | 330   | [ 78 ] |
| 2016 | Weekly Idol                   | MBC      | 277   | [ 79 ] |
| 2017 | Weekly Idol                   | MBC      | 310   | [ 80 ] |
| 2017 | My Little Television          | MBC      | 98–99 | [ 81 ] |
| 2017 | Get It Beauty 2017            | On Style | 2     | [ 82 ] |
| 2017 | Section TV: Idol Men          | SBS      | 884   | [ 83 ] |
| 2017 | JYPs Party People             | SBS      | 4     | [ 84 ] |
| 2017 | Night of Real Entertainment   | SBS      | 26    | [ 85 ] |
| 2017 | K-Pop Star 6                  | SBS      | 13    | [ 86 ] |
| 2017 | Knowing Brother               | JTBC     | 87    | [ 87 ] |
| 2017 | Zip!                          | NTV      | N/A   | [ 88 ] |
| 2018 | BLACKPINK Home Party          | Abema TV | 1–4   | [ 89 ] |
| 2018 | Idol Room                     | JTBC     | 7     | [ 90 ] |
| 2018 | Night of Real Entertainment   | SBS      | 71    | [ 91 ] |
| 2018 | My Little Old Boy             | SBS      | 97    | [ 92 ] |
| 2018 | YG – Was kommt nach Big Bang? | Netflix  | 1     | [ 93 ] |

## Konzerte und Tourneen

### Konzerte
- 2017: Blackpink Japan Premium Debut Showcase[48]
- 2018: Blackpink [In Your Area] Seoul Concert[94]

### Tourneen
- 2018: Blackpink Arena Tour 2018 (Japan)[95]
- 2019: World Tour BlackPink [In Your Area][96]
- 2022–2023: Born Pink World Tour
- 2025: Deadline World Tour[97]

## Werbung
Im Mai 2017 machte Blackpink Werbung für Incheon Main Customs. Die Gruppe warb ebenfalls für Produkte der Unternehmen Reebok, Louis Vuitton, Moonshot, St. Scott London, Lotte, Coca-Cola Company, Puma, Adidas und Mise-en-scène, Nestlé und Guess. Außerdem waren sie auf dem Cover der Magazine Nylon Japan, South Korea's 1st Look, Singapurs Teenage, High Cut, Elle Korea, Cosmopolitan Korea, Vogue Korea, ASTA TV Style Magazine und WWD BEAUTY Japan.